# Kietz (Berlin-Köpenick)

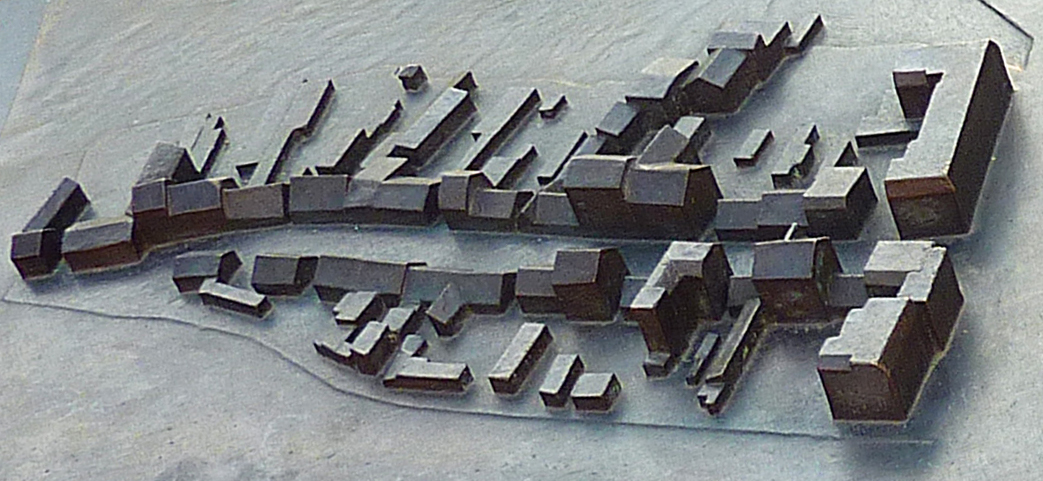
Bronzemodell des Kietzes; Ausschnitt aus dem Altstadtmodell

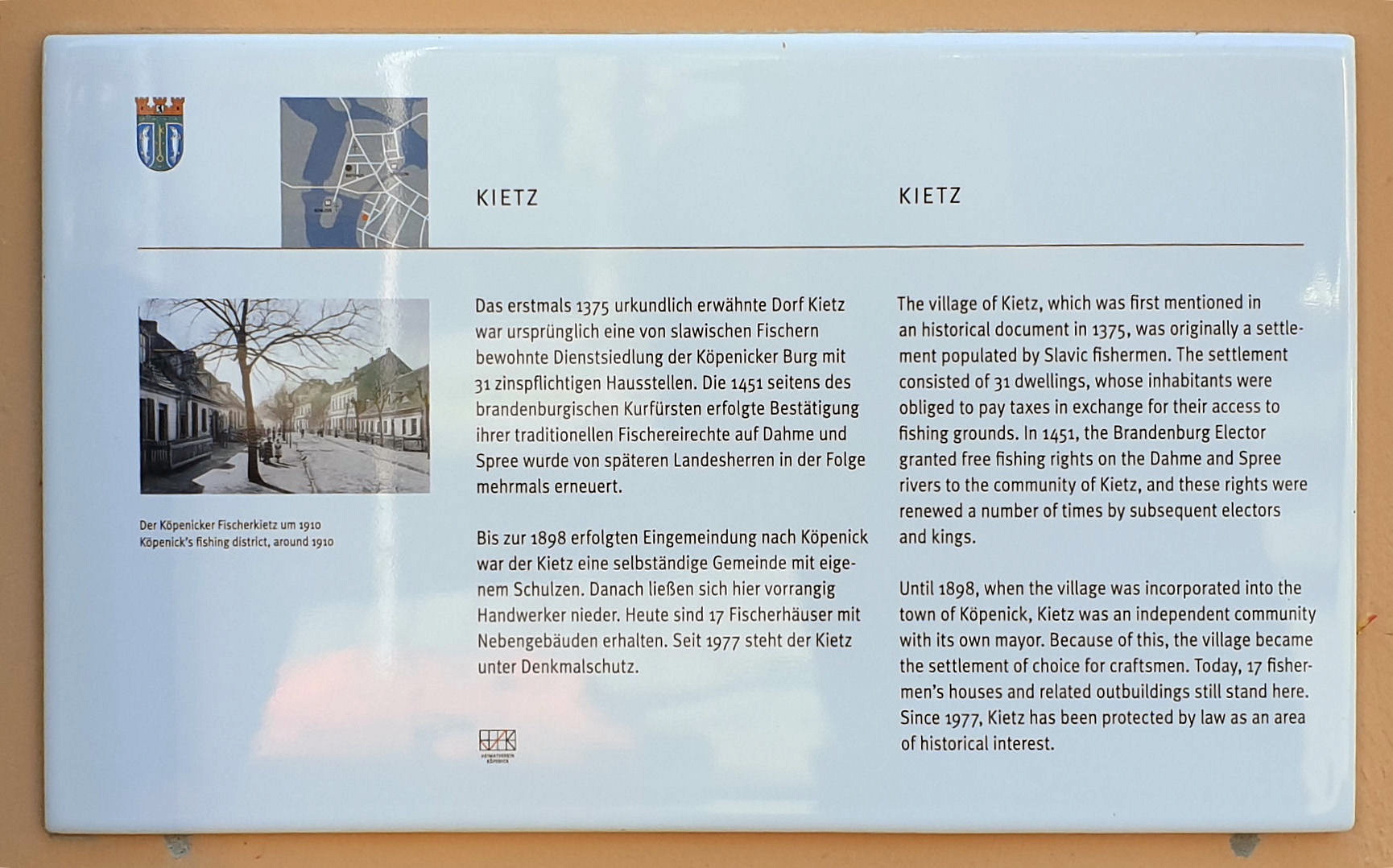
Gedenktafel am Haus Kietz 21

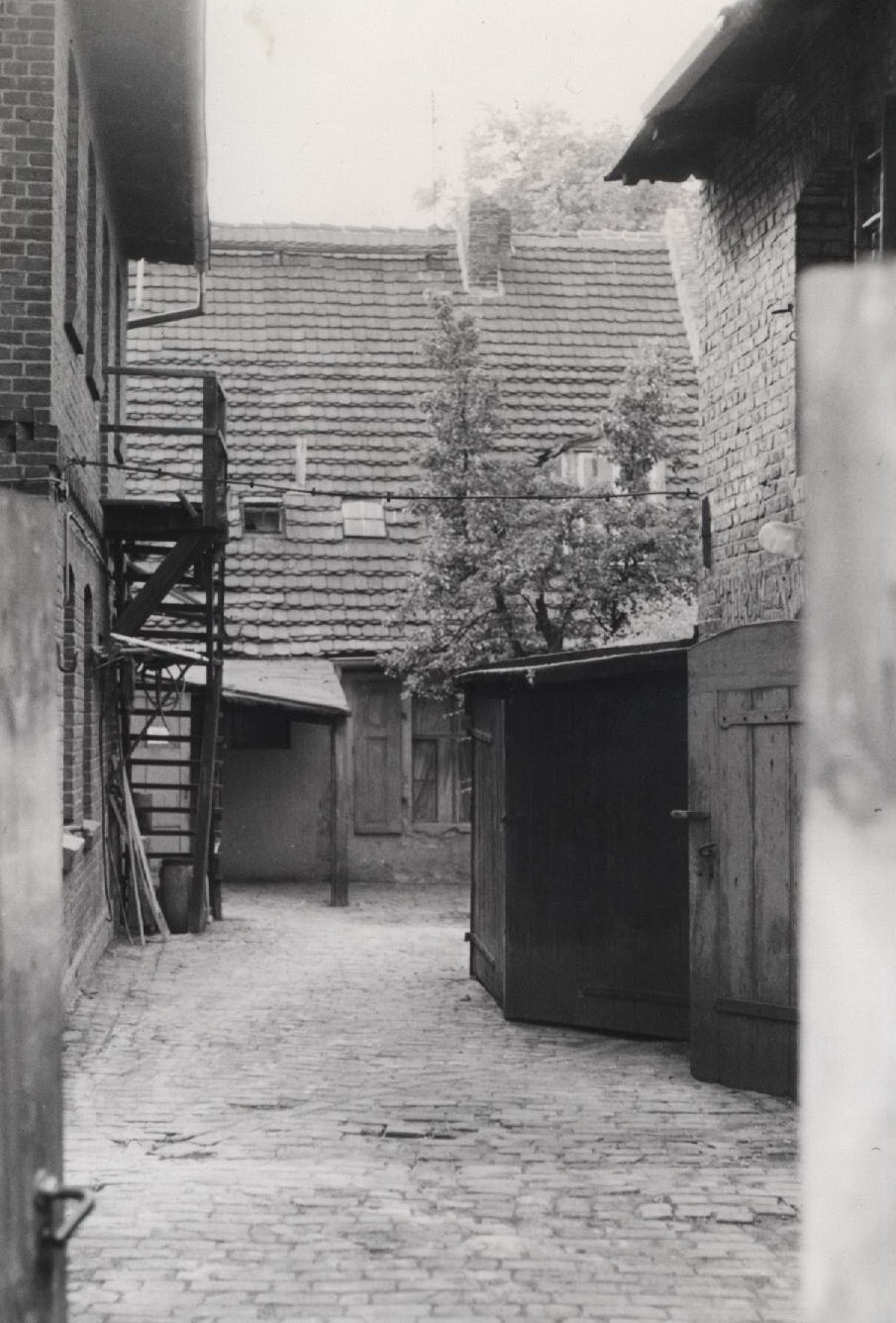
Hofgebäude im Kietz Köpenick, 1975

Der Kietz war ursprünglich eine slawische Fischersiedlung südöstlich des Zentrums des Berliner Ortsteils Köpenick, heute Teil des Bezirks Treptow-Köpenick, die bis Ende des 19. Jahrhunderts ihre kommunalrechtliche Eigenständigkeit bewahrte (Selbstverwaltung). Seine Bevölkerung zählte stadtrechtlich weder zu den Bewohnern der Burg und des späteren Schlosses Köpenick noch zu den Einwohnern der Stadt Köpenick.
Im Stadtbild ist in der gleichnamigen Straße ein im Wesentlichen geschlossenes Bauensemble aus dem 18. und 19. Jahrhundert erhalten geblieben, das unter Denkmalschutz steht.

## Lage
Der Kietz liegt am Ostufer der Dahme südlich der Müggelheimer Straße. Gegenüber dem Kietz liegt auf einer Insel in der Dahme das Köpenicker Schloss, nördlich daran schließt sich die Köpenicker Altstadt an. Die Altstadtinsel und der Kietz sind durch den Kietzer Graben getrennt. Der Kietz besteht aus der gleichnamigen Straße, die von der Müggelheimer Straße nach Süden in Richtung Wendenschloß führt, der parallelen Gartenstraße und einigen kurzen Verbindungsstraßen.

## Geschichte
Seit dem 7. Jahrhundert gab es eine slawische Burg an der Stelle des heutigen Schlosses Köpenick.
Vermutlich entstand der Kietz Köpenick im 13. Jahrhundert. Um 1240 errichteten die Askanier eine neue Burg. Die Slawen wurden von der Insel umgesiedelt. Ein Teil von ihnen wurde auf dem Ostufer der Dahme angesiedelt, um einen für jene Zeit typischen Kietz als Dienstsiedlung für eine deutsche Burg auf der Schlossinsel zu bilden. Die Einwohner hatten vor allem die neue markgräfliche Burg mit Fischen zu beliefern. Die älteste nachgewiesene urkundliche Erwähnung des Kietzes stammte aus dem Jahr 1355. Laut Landbuch Kaiser Karls IV. von 1375 existierten in Vicus qui dicitur Kytz 24 Häuser. „vicus Kytz“ genannt. Die Bewohner lebten vor allem von der Fischerei. Das Gassendorf wurde im Jahr 1387 als „Die Wenden auf dem Kietz bei Köpenick“ beschrieben. Vor 1487 waren 21 Erben besetzt, drei wüst. Sie leisteten zusammen mit den Dörfern Rahnsdorf und Woltersdorf Kötterdienste gegenüber der Burg und besaßen gemeinsam die Fischereigerechtigkeit „in den Wassern des Schlosses Köpenick“, waren also berechtigt, dort zu fischen. Aus dem Jahr 1516 wurde lapidar von den „Kietzern“ berichtet. Im Jahr 1577 gab es einen Schulzen sowie 29 Kietzer. Das Erbregister von 1589 führte im Kietz 31 Hausstellen auf, die alle die Fischereigerechtigkeit besaßen. Damit auch die Bewohner auf der flussabgewandten Ostseite der Straße die Fischerei betreiben konnten, wurden zu ihren Grundstücken Wassergassen angelegt. Zum Kietz gehörten größere Wiesenflächen, die weit über die Umgebung verstreut waren, allerdings kein Ackerland.
Im Dreißigjährigen Krieg wurde der Kietz teilweise zerstört, später in alter Struktur wieder aufgebaut. 1649 wurden ihre Fischereiprivilegien von Kurfürst Friedrich Wilhelm erneuert, allerdings mit einem Schreibfehler, der einen Rechtsstreit bis 1911 um den Hohlen See nach sich zog. Im Jahr 1652 gab es einen Schulzen, 23 Kietzer mit zwei Söhnen und einem Knecht. Im Jahr 1704 lebten im Ort neben dem Schulzen bereits wieder 28 Kietzer, lediglich zwei Güter waren noch wüst. Auf die besondere Lebensart, keinen eigenen Ackergrund zu besitzen, wies eine Urkunde diesem Jahr hin. Dort hieß es, dass die Kietzer „keinen Acker“ besaßen, sondern „nur ein kleines Gärtchen und zum Teil Wieschen an den Strömen“. An der Größe des Kietzes änderte sich jahrhundertelang nur wenig. Auch 1743 wurden 31 Wohngebäude gezählt, in den folgenden hundert Jahren kamen lediglich sechs hinzu.
Im Jahr 1801 gab es Fischerwohnungen, „welche aber mit zur Stadt gerechnet werden“. Es „sind einige 30 Wirte, die sich Nachbarn nennen“. Im Jahr 1840 war die Siedlung auf 37 Wohnhäuser angewachsen; die Einwohnerzahl bis 1858 auf 415 Personen gestiegen. Die Häuser lagen zunächst ausschließlich der entlang der Dahme führenden Straße (heute die Straße Kietz), später siedelten sich Handwerker und Gewerbetreibende auch an einer Parallelstraße (der heutigen Gartenstraße) an. In diesem Jahr gab es das Fischerdorf mit dem Etablissement ‚Müggelbude‘. Dort lebten insgesamt 31 Fischer mit 21 Gehilfen und 55 Arbeitern. Es gab 31 Besitzungen, die jedoch alle vergleichsweise klein waren. Die größte war lediglich 45 Morgen groß. zwölf weitere waren zusammen 87 Morgen groß, 18 unter fünf Morgen (zusammen 63 Morgen). Mittlerweile hatten sich auch einige Gewerke angesiedelt. Es gab einen Bäckermeister mit zwei Gesellen, einen Schuhmachermeister, einen Viktualienhändler und einen Rentier. Im Jahr 1860 gab es ein öffentliches, 37 Wohn- und 12 Wirtschaftsgebäude.
In der zweiten Hälfte des 19. Jahrhunderts eröffneten auf dem Ostufer der Dahme eine Reihe von Industriebetrieben. Daneben entstand an den Kietz angrenzend ein Wohngebiet, die Kietzer Vorstadt. Auch im Kietz selbst entstanden einige mehrgeschossige Wohnbauten. Die Einwohnerzahl stieg bis 1885 auf 609. Am 1. April 1898 wurde der Kietz nach Köpenick eingemeindet.
1920 wurde Köpenick und damit auch der Kietz Teil von Groß-Berlin. 1993 wurde der Kietz zusammen mit der Köpenicker Altstadt vom Berliner Senat zum Sanierungsgebiet erklärt. In den folgenden Jahren wurden zahlreiche Gebäude denkmalgerecht saniert.

## Bebauung
Der Kietz – seiner Anlage nach ein Straßendorf – ist heute zwar weitgehend in der Köpenicker Bebauung aufgegangen, vor allem in der Straße Kietz ist aber ein weitgehend geschlossenes Ensemble von Bauten aus dem 18. und 19. Jahrhundert erhalten geblieben. Das Haus Kietz 27 weist noch eine weitgehende Originalsubstanz aus dem Jahr 1727 auf. Das Haus Kietz 21 stammt aus dem letzten Viertel des 18. Jahrhunderts. Einige weitere Häuser wie Kietz 19 sind im Kern ebenfalls vom Anfang des 18. Jahrhunderts, jedoch teilweise seitdem mehrfach umgebaut. Die älteren Fischerhäuser sind eingeschossig mit Satteldächern, neuere Bauten zwei- und dreigeschossig, in der Gartenstraße und an wenigen Stellen in der Straße Kietz gibt es einige mehrgeschossige Häuser aus der Gründerzeit. Das Gebäudeensemble steht komplett unter Denkmalschutz, daneben sind eine Reihe von Häusern als Einzeldenkmale ausgewiesen.

Um das Jahr 1910
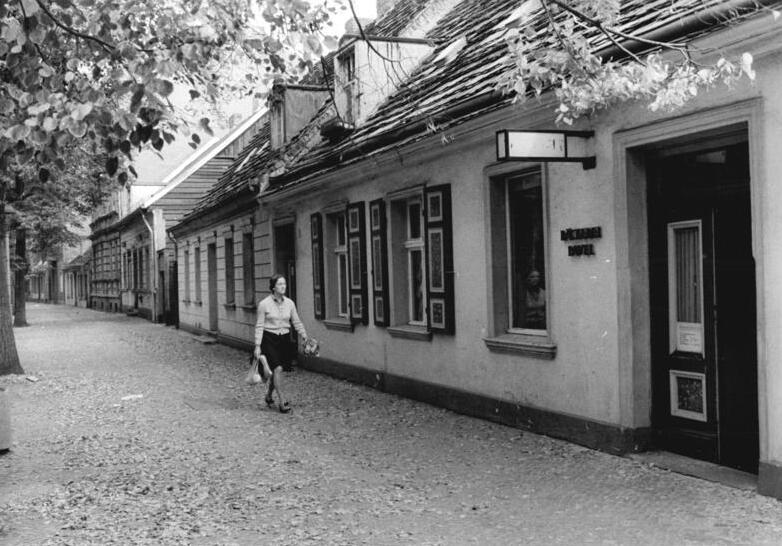
Kietz 12 im Jahr 1976
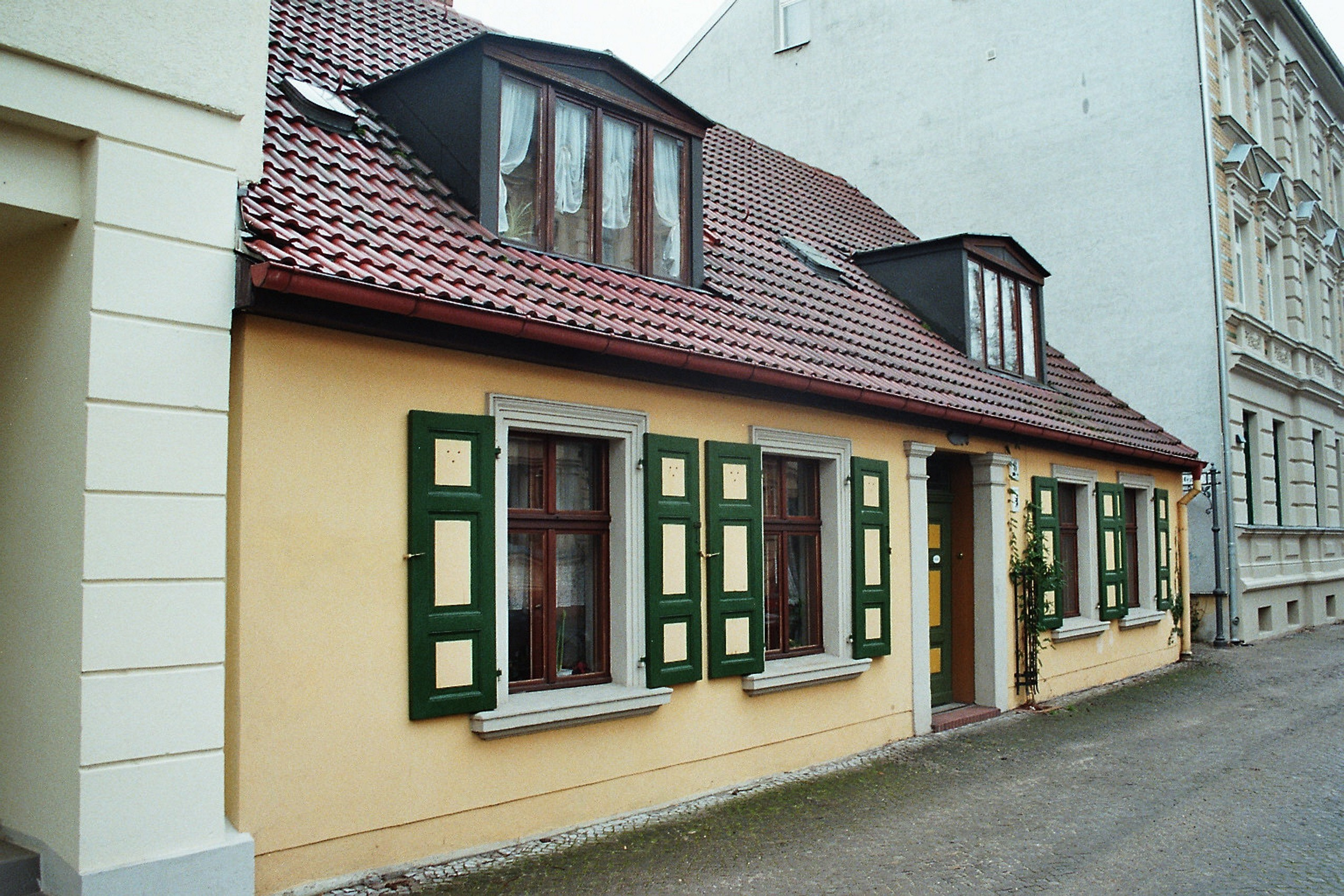
Kietz 8 im Jahr 2006
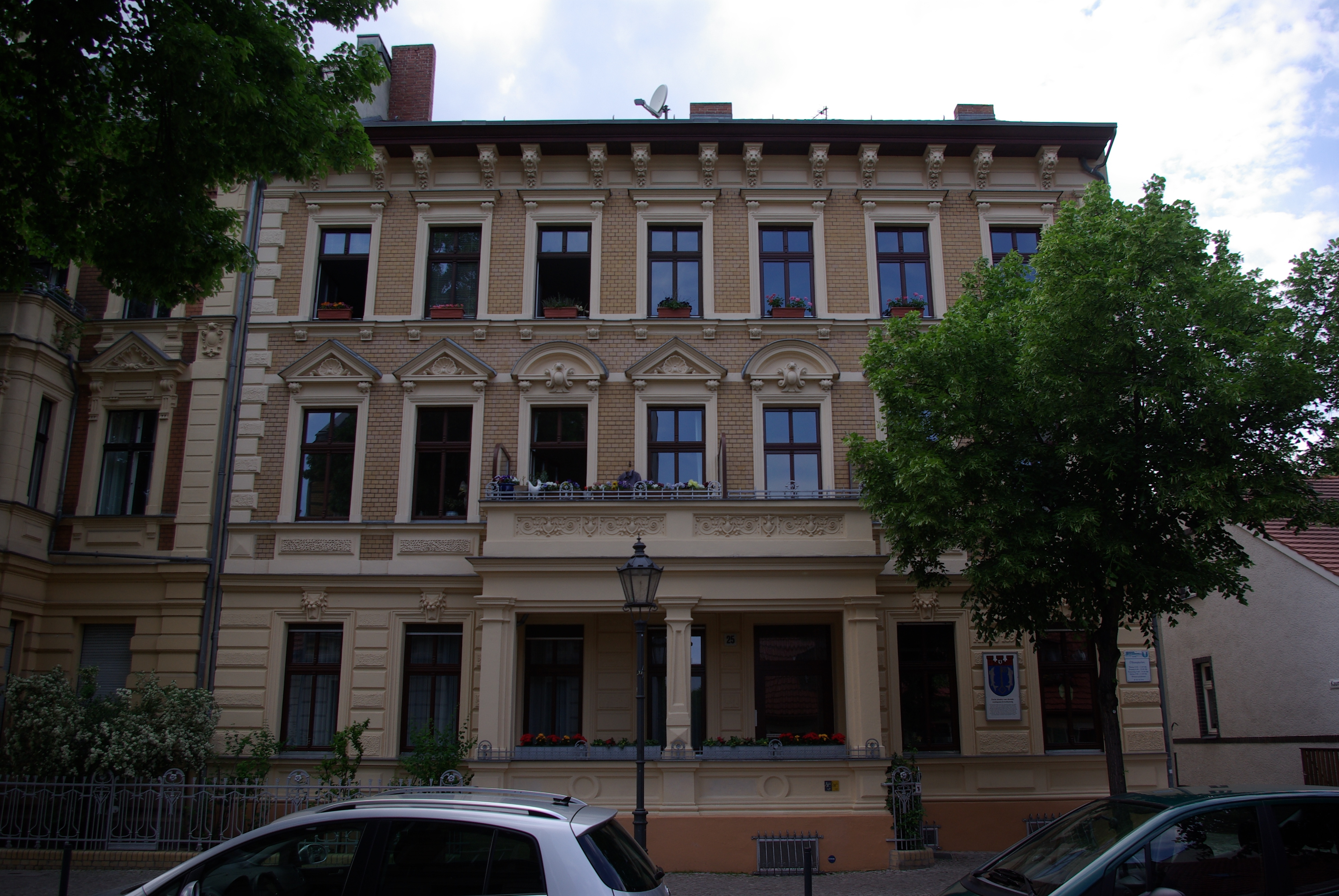
Kietz 25 im Jahr 2011